# Приз имени Владислава Третьяка
Приз имени Владислава Третьяка — ежегодная награда, учреждённая Молодёжной хоккейной лигой, которая по окончании сезона вручается лучшему вратарю чемпионата МХЛ завершившегося сезона.
Награда названа в честь великого советского хоккеиста Владислава Александровича Третьяка, лучшего вратаря в истории мирового хоккея.
Первым обладателем награды стал Дмитрий Волошин, который в сезоне 2009/10 провёл 40 матчей с коэффициентом надёжности 1,79 и процентом отражённых бросков 92,5.

## Лауреаты
| Сезон   | Игрок            | Клуб           | Примечания                                                            |
| ------- | ---------------- | -------------- | --------------------------------------------------------------------- |
| 2009/10 | Дмитрий Волошин  | Стальные Лисы  | 92,5% отраженных бросков в 40 матчах при коэффициенте надежности 1,79 |
| 2010/11 | Рафаэль Хакимов  | Толпар         | 92,4% отраженных бросков в 54 матчах при коэффициенте надежности 2,05 |
| 2011/12 | Эдуард Рейзвих   | Омские Ястребы | 93,2% отраженных бросков в 35 матчах при коэффициенте надежности 1,69 |
| 2012/13 | Василий Демченко | Белые Медведи  | 92,4% отраженных бросков в 53 матчах при коэффициенте надежности 2,23 |
| 2013/14 | Иван Бочаров     | ХК МВД         | 93,0% отраженных бросков в 44 матчах при коэффициенте надежности 1,90 |